# 카토 시게아키
카토 시게아키(일본어: 加藤 シゲアキ 가토 시게아키[*], 1987년 7월 11일 ~ )는 일본의 가수, 배우, 소설가이며, 남성 아이돌 그룹·NEWS의 멤버이다. 구 예명·본명은 加藤 成亮 가토 시게아키[*]로, 2011년 11월 22일에 개명을 발표. 애칭은 シゲ 시게[*] 등이 있다.

## 내력
1999년, 《8시다 J》 (TV 아사히)에서 행해진 오디션을 계기로 자니스 사무소에 입소 했다. 자니즈 Jr. 시절에는, B.A.D.·J-support (후의 K.K.Kity)에 소속한다.
2003년 11월 7일, 〈NEWS 일본〉 (《배구 월드컵 2003》 이미지 송)으로 NEWS로서 콤팩트 디스크 데뷔했다.
2004년 5월 12일, 〈희망~Yell~〉 (《아테네 올림픽 배구 세계 최종 예선》 이미지 송)으로 NEWS로서 메이저 데뷔.
2010년 4월 9일, TV 도쿄 계열 드라마 24 《TROUBLEMAN(트러블맨)》으로 연속 드라마 첫 주연.
2011년 11월 22일, 활동명을 〈加藤 成亮 카토 시게아키[*]〉로부터 〈加藤 シゲアキ 카토 시게아키[*]〉로 변경해, 《핑크와 그레이》로, 소설가 데뷔하는 것을 발표.
2012년 1월 28일, 소설 《핑크와 그레이》 발매. 쟈니즈 첫 소설가 데뷔.
2013년 2월 26일, 소설 《섬광 스크램블》 발매.
2014년 3월 21일, 소설 《Burn.-번-》 발매.
2015년 6월 1일, 단편집 《우산을 갖지 않는 개미들은》 발매.

## 인물
- 아오야마 가쿠인 중등부·고등부를 거치고, 아오야마 가쿠인 대학 법학부 법학과 졸업.
- 애칭은 〈シゲ 시게[*]〉 〈ナリフィス 나리피스[*]〉 등.

## 출연

### 드라마
- 무서운 일요일 제5회 〈친구의 J 군〉 (1999년 8월 8일, 닛폰 TV) - 주연
- SPACE ANGEL 2001엔 우주의 여행 (2000년 4월 ~ 6월, 닛폰 TV) - 마사루 역
- 무서운 일요일~2000~ 제16회 〈매달리다〉 (2000년 10월 22일, 닛폰 TV) - 주연
- 사상 최악의 데이트 〈the 1st Dates: 사상 최악의 첫 데이트!?〉 (2000년 12월 3일, 닛폰 TV) - 이케다 신고 역
- 소년은 새가 되었다 (2001년 4월 1일, TBS)
- 3학년 B반 긴파치선생 제6시리즈 (2001년 9월 ~ 2002년 3월, TBS) - 하세가와 겐 역
- 홈 드라마! 제9화 (2004년 6월 11일, TBS) - 이나바 역
- 3학년 B반 긴파치 선생님 제7시리즈 (2005년 1월 ~ 2005년 12월, TBS) - 하세가와 켄 역
- 극단 연기자. 〈집이 멀어〉 (2005년 9월 ~ 11월, 후지 TV) - 코지마 역
- 못난이의 눈동자를 사랑해 (2006년 4월 ~ 6월, 후지 TV) - 시미즈 코타 역
- 극단 연기자. 〈카 라디오가 끝나면〉 (2006년 8월 8일 ~ 21일, 후지 TV) - 주연·우에노 역
- 숨겨진 태엽장치 (2006년 9월 13일, TBS) - 주연·아베 도모나리 역
- 아빠와 딸의 7일간 (2007년 7월 ~ 8월, TBS) - 오오스기 겐타 역
- 스가타 산시로 (2007년 12월 6일, TV 도쿄) - 주연·스가타 산시로 역
- 호카벤 (2008년 4월 ~ 6월, 닛폰 TV) - 가타세 리이치로 역
- 아버지, 당신은 훌륭했습니다~1969년의 아버지와 나 (2009년 11월 16일, TBS) - 오노데라 유 역
- 0호실의 손님 Third Story 〈완벽한 남자〉 (2009년 12월 11일 ~ 25일, 후지 TV) - 주연·야자키 역
- 드라마 24 트러블맨 (2010년 4월 9일 ~ 7월 9일, TV 도쿄) - 주연·도쿠다 가즈오 역
- 월요 골든 신·합의 교섭인 내막 파일 (2011년 3월 7일, TBS) - 하시마 잇페이 역
- 3학년 B반 킨파치 선생님 파이널 〈마지막으로 보내는 말〉 (2011년 3월 27일, TBS) - 하세가와 겐 역
- 하나와가의 네자매 (2011년 7월 ~ 9월, TBS) - 마시코 쇼자부로 역
- 3밤 연속 스페셜 드라마 블랙 보드~시대와 싸운 교사들~ 제3밤 (2012년 4월 7일, TBS) - 구마가야 쇼타 역
- 월요 골든 신·합의 교섭인 내막 파일 2 (2012년 8월 13일, TBS) - 하시마 잇페이 역
- 하나 씨의 간단요리 (2012년 10월 ~ 12월, 마이니치 방송 제작·TBS) - 오소이 역
- 실연 쇼콜라티에 (2014년 1월 ~ 3월, 후지 TV) - 세키야 히로아키 역
- 월요 골든 신·합의 교섭인 내막 파일 3 (2014년 4월 21일, TBS) - 하시마 잇페이 역
- 월요 골든 신·합의 교섭인 내막 파일 4 (2014년 12월 8일, TBS) - 하시마 잇페이 역
- 신춘 드라마 스페셜 〈대사각하의 요리사〉 (2015년 1월 3일, 후지 TV) - 에구치 사토루 역
- 우산을 갖지 않는 개미들은 (2016년 1월 9일 ~ 30일, 후지 TV) - 무라타 케이스케 역
- 시간을 달리는 소녀 (2016년 7월 ~ 8월, 닛폰 TV) - 야노 카즈타카 역
- 24시간 TV 스페셜 드라마 〈먼눈의 요시노리 선생님~빛을 잃어버려 마음이 보였다~〉 (2016년 8월 27일, 닛폰 TV) - 주연·아라이 요시노리 역
- 미움받을 용기 (2017년 1월 ~ 3월, 후지 TV) - 아오야마 토시오 역

### 영화
- 핑크와 그레이 (2016년 1월 9일, 아스믹 에이스) - 카메오 출연

### 무대
- 이런 거 해 봤습니다. (2008년 7월 14일 ~ 7월 30일, 도쿄 글로브좌/2008년 8월 2일 ~ 8월 8일, 오사카 시어터 드라마 시티)
- SEMINAR(세미나) (2009년 5월 17일 ~ 6월 3일, 도쿄 글로브좌/2009년 6월 9일 ~ 6월 14일, 오사카 시어터 드라마 시티) - 주연·로렌 역
- 6월의 비타 오렌지 (2011년 6월 3일 ~ 6월 26일, 도쿄 글로브좌/2011년 7월 1일 ~ 7월 6일, 오사카 모리노미야 피로티홀) - 주연·후카노 다쓰야 역
- 안의 사람 (2014년 4월 25일 ~ 5월 11일, 도쿄 글로브좌/2014년 5월 16일 ~ 18일, 오사카 시어터 드라마 시티) - 주연·사카자키 고이치 역

### 라디오
- SHIGET TOGETHER (2005년 4월 ~ 2008년 3월 30일, FM-FUJI)
- SORASHIGE BOOK (2011년 7월 3일 ~ , FM 요코하마)
- 〈시게고리의 wktk 라디오 학원 토요일〉 (2012년 4월 7일 ~ 2015년 3월 28일, NHK 라디오 제1방송)
- 라지라! 새터데이 (2015년 4월 4일 ~ 2016년 3월 26일, NHK 라디오 제1방송)

### 버라이어티·정보 프로그램
- Ya-Ya-yah (2003년 1월 5일 ~ 2007년 10월 27일, TV 도쿄)
- 주혼 (2009년 11월 12일 ~ 2010년 3월 25일, 닛폰 TV〔칸토 로컬〕)
- 폭소 문제 참 잘했습니다! (2011년 4월 22일 ~ 2011년 9월, TV 도쿄)
- 미래 시어터 (2012년 4월 6일 ~ 2015년 3월 27일, 닛폰 TV)
- 아리요시 쟈퐁 (2014년 11월 22일 ~ 12월 27일/2015년 2월 28일·6월 6일·20일·11월 28일, TBS)
- 백열 라이브 비빗토 (2015년 3월 30일 ~ , TBS) - 금요 레귤러
- 타이프라이터즈 (2015년 6월 26일·9월 25일·2016년 1월 4일, 후지 TV)
- NEWS한 2인 (2015년 7월 3일·10월 2일·2016년 1월 8일·4월 22일 ~ , TBS)
- 헨라보 (2015년 7월 20일 ~ 27일, 닛폰 TV)
- ZERO Culture 스핀오프 아이돌의 지금, 이제부터 (2015년 7월 30일, 닛폰 TV)

## 서적

### 소설
- 핑크와 그레이[4] (2012년 1월, 카도카와 분코) ISBN 978-4-04-110108-7
- 섬광 스크램블[5] (2013년 3월, 카도카와 분코) ISBN 978-4-04-110370-8
- Burn.-번-[6] (2014년 3월, 카도카와 분코) ISBN 978-4-04-110729-4
- 우산을 갖지 않는 개미들은[7] (2015년 6월, 카도카와 분코) ISBN 978-4-04-102833-9

### 연재
- 파란 혼잣말 (2006년 7월호 ~ 2011년 6월호, Myojo)
- photo shigenic (2007년 12월호 ~ , Wink Up)
- GIRL FRIENDS (2012년 5월호 ~ , Myojo)
- 시게아키의 클라우드 (2015년 11월 ~ , Johnny's web)
- 튜베로즈에서 기다릴게 (2016년 6월 14일호 ~ , 주간 SPA!)

## 작품

### 솔로곡
- Survival

〈NIPPON EAST TO WEST SPRING CONCERT〉 피로곡
- HAPPY MUSIC

〈A HAPPY "NEWS" YEAR 2006〉 피로곡
〈NEWS CONCERT TOUR "pacific" 2007-2008〉
《NEWS BEST》 수록곡 ※작사·작곡
- カカオ / 카카오

〈NEWS Concert Tour 2007〉 피로·DVD 수록곡
《NEWS BEST》 수록곡 ※작사·작곡
- シャララ タンバリン / 샤라라 탬버린

〈NEWS WINTER PARTY DIAMOND〉 피로·DVD 수록곡
《NEWS BEST》 수록곡 ※작사·작곡
- ヴァンパイアはかく語りき / 뱀파이어는 이렇게 말했다

〈챵카파나〉 수록곡 ※작사
- Dreamcatcher

《NEWS》 수록곡 ※작사·작곡
- ESCORT

《White》 수록곡 ※작사·작곡
- 星の王子さま / 어린 왕자

《QUARTETTO》 수록곡 ※작사·작곡

### 작사·작곡
- Over

데고시 유야 솔로곡 [기타: 가토 시게아키]　(〈NEWSnowCONCERT〉 피로곡) ※작곡 [작사: 데고시 유야]
- ごみ箱 / 쓰레기통

데고시 유야 솔로곡 [기타: 가토 시게아키]　(〈NIPPON EAST TO WEST SPRING CONCERT〉 피로곡) ※작곡 [작사: 데고시 유야]
- Just do it!

NEWS 오리지널곡 ※작사·작곡
- Road

야마시타 도모히사와의 듀엣곡 (〈NEWS SPRING TOUR 2006〉 피로곡) ※작곡 [작사: 야마시타 도모히사]
- 言いたいだけ / 말하고 싶었을 뿐

고야마 게이치로와의 듀엣곡 (〈LIVE! LIVE! LIVE! NEWS　DOME PARTY 2010〉 발표곡) ※작사: 고야시게 [작곡: 고야마 게이치로]